# 대한민국 형법 제252조
대한민국 형법 제252조는 촉탁, 승낙에 의한 살인 등에 대한 형법각칙의 조문이다.

## 조문
제252조(촉탁, 승낙에 의한 살인 등) ① 사람의 촉탁또는 승낙을 받아 그를 살해한 자는 1년 이상 10년 이하의 징역에 처한다.
②사람을 교사 또는 방조하여 자살하게 한 자도 전항의 형과 같다.

第252條(囑託, 承諾에 依한 殺人 等) ① 사람의 囑託 또는 承諾을 받어 그를 殺害한 者는 1年 以上 10年 以下의 懲役에 處한다.
②사람을 敎唆 또는 幇助하여 自殺하게 한 者도 前項의 刑과 같다.

## 사례
- 전여옥 전국회의원은 노무현 전대통령이 남상국 전 대우건설 사장을 공개적으로 모욕해 자살 의도가 없던 피해자를 자살로 몬 것은 형법 제252조 2항 자살교사죄 요건에 충분히 해당한다고 주장한 바 있다[1]

- 서로 동반 자살하기로 하고 청산가리를 마셨다가 혼자 살아남은 사람에게 자살방조죄가 인정된 사례가 있고, 2인이 동반 자살할 의사로 함께 시안화칼륨(속칭 청산가리)을 구입하여 동거하고 있던 방에 보관하여 오다가 그 중 1인이 자살에 이른 사안에서 시안화칼륨을 판매한 행위 및 보관한 행위와 자살 사이에 인과관계가 인정되고, 그 판매자에게 자살 방조의 미필적 고의가 인정된다고 한 사례도 있다[2]

- 사업 실패 등으로 어려움을 겪던 A씨는 지난해 1월 아내가 이혼을 요구하자 함께 한 계곡으로 가 술을 마신 뒤 옷을 벗고 계곡에 누운 뒤 아내에게도 똑같이 행동할 것을 요구한 다음 얘기를 나누다 아내를 저체온증으로 숨지게 한 혐의로 기소되었는데 A씨는 재판과정에서 함께 얘기를 나누다 먼저 잠들었을 뿐 함께 자살할 의도는 없었다고 진술했지만 법원은 이를 인정하지 않았다[3].

- 피고인은 도로상에서 피고인과 사귀고 있는 오○○의 예전 남자친구인피해자 박○○이 몸에 휘발유를 끼얹은 채 찾아와 피고인과 위 오○○이 탑승한 차량을 가로막으며 흥분하여 “오○○이 차에서 내리지 않으면 보는 앞에서 죽어 버리겠다. 정말 몸에 불을 붙이겠다”라고 말하자 동인에게 “그럼,그냥 죽어라. 죽을 테면 죽어봐”라고 하며 소지하고 있는 라이터를 동인에게 건네주어 동인으로 하여금 위 라이터로 몸에 불을 붙이게 하여 같은 해 12.12. 21:50경 병원에서 동인이 화염 화상으로 인한 다발성장기부전 등으로 사망하게 된 경우, 자살방조의 고의가 없어 자살방조죄가 성립하지 않는다[4].

- 피해자(처)가 피고인(남편)과 말다툼을 하다가 '죽고 싶다' 또는 '같이 죽자'고 하며 피고인에게 기름을 사오라고 하자 피고인이 휘발유 1병을 사다주었는데 피해자가 몸에 휘발유를 뿌리고 불을 붙여 자살한 경우, 자살방조죄가 인정된다[5]

## 판례
- 형법 제252조 제2항의 자살방조죄가 성립하기 위해서는 그 방조 상대방의 구체적인 자살의 실행을 원조하여 이를 용이하게 하는 행위의 존재 및 그 점에 대한 행위자의 인식이 요구된다 할 것인데 피고인이 인터넷 사이트 내 자살관련 카페 게시판에 청산염 등 자살용 유독물의 판매광고를 하였다 할지라도 그 판매광고행위가 단지 금원편취 목적의 사기행각의 일환으로 이루어졌고 변사자들이 다른 경로로 입수한 청산염을 이용하여 자살을 한 경우에는 그 판매광고행위는 자살방조죄의 자살방조에 해당하지 아니한다[6]
- 형법 제252조 제2항의 자살방조죄는 자살하려는 사람의 자살행위를 도와주어 용이하게 실행하도록 함으로써 성립되는 것으로서, 그 방법에는 자살도구인 총, 칼 등을 빌려주거나 독약을 만들어 주거나 조언 또는 격려를 한다거나 기타 적극적, 소극적, 물질적, 정신적 방법이 모두 포함된다 할 것이나, 이러한 자살방조죄가 성립하기 위해서는 그 방조 상대방의 구체적인 자살의 실행을 원조하여 이를 용이하게 하는 행위의 존재 및 그 점에 대한 행위자의 인식이 요구된다[7].

## 주해
1. ↑  부탁하여 맡김
2. ↑  부추기어 죄를 저지르게 함
3. ↑  범죄 수행에 편의를 봐 줌

## 참고 문헌
- 김재윤, 손동권, 『새로운 형법각론』, 율곡출판사, 2013. ISBN 9788997428342
- 임정호, 자살방조죄의 성립범위

## 같이 보기
- 살인죄
- 자살방조죄
- 안락사
- 자살
- 강기훈 유서대필 의혹 사건